# Épierre
Épierre é uma comuna francesa na região administrativa de Auvérnia-Ródano-Alpes, no departamento de Saboia. Estende-se por uma área de 19,36 km². Em 2010 a comuna tinha 776 habitantes (densidade: 40,1 hab./km²).